# Озеро страха
«Озеро страха» (англ. Fever Lake) — американский фильм ужасов 1997 года режиссёра Ральфа Э. Портильо. Фильм вышел сразу на видео.

## Сюжет

### Пролог
В дом заходит мужчина с красным пожарным топором наперевес. В это время мать прячет своего сына на чердаке, а сама запирается в комнате. Мужчина вламывается в комнату и зарубает мать топором, после чего выходит в коридор и видит мальчика. Глаза мужчины вспыхивают зелёным светом, глаза мальчика также вспыхивают зелёным в ответ.

### Основная часть
Компания подростков в составе трёх парней и трёх девушек на двух автомобилях во время каникул отправляется отдохнуть в деревню в небольшой домик одного из них, Альберта (Альберт живёт без родителей и вообще предпочитает о них не говорить). Именно в этом домике произошла трагедия прошлого, а Альберт является тем самым мальчиком. Вскоре компания прибывает в злополучный дом и здесь становится объектом самого пристального внимания: местные жители начинают перешёптываться о прошлых событиях, шериф также не жалует приезжих, а местный индейский шаман и вовсе предрекает новую беду. Сама же компания, не обращая внимания на все эти местные суеверия, начинает потихоньку отдыхать и веселиться.
Но шаман всё сильнее начинает пророчествовать о надвигающейся беде и пробуждении духа озера, и вскоре расположенное неподалёку озеро действительно начинает бурлить. Затем появляется волк с горящими зелёным цветом глазами и убивает одну из местных девушек. В дальнейшем появляется убийца и начинает убивать приезжих. Под конец фильма одна из девушек на чердаке находит шаль убитой матери Альберта, надевает её и сходит с ума. 

## В ролях
- Бо Хопкинс — шериф Хэррис
- Кори Хэйм — Альберт
- Рэнди Джосслин — Бобби
- Лоурен Паркер — Сара
- Марио Лопез — Стив
- Мила Шагалл — Даниэль